# Gregor Heyberger
Gregor Heyberger (* 22. April 1841 in Ludwigsburg; † 18. Februar 1905 in Ulm) war ein deutscher Zeichenlehrer, Bildhauer und Professor an der städtischen gewerblichen Fortbildungsschule in Ulm.

## Biografie
Heyberger war ein Sohn des Johann Heyberger, Kasernen-Verwalter in Stuttgart aus dessen Ehe mit Josephine Karoline geb. Kuttler. Der Taufname Heybergers war Karl Gregor. Am 27. April 1861 immatrikulierte sich Heyberger an der Akademie der Bildenden Künste München im Fach Bildhauerei. Seit 1870 war er in Ulm ansässig. Er war zunächst Zeichenlehrer, später auch Bildhauer. 1891 war er als Professor an der „gewerblichen Fortbildungsschule“ in Ulm angestellt.
Heyberger machte sich einen Namen als Gestalter der Ulmer Münster-Festzüge von 1877 und 1890. 1891 veröffentlichte er zwei kunstgeschichtliche und architektonische Zeichenwerke. 1893 lieferte er die Illustrationen zur 4. Auflage (hrsg. von Konrad Dietrich Haßler 1893) von Sebastian Sailers sämtliche Schriften in schwäbischem Dialekte. 1895 gestaltete er den Ehrenbürgerbrief der Stadt Ulm für Fürst Otto von Bismarck. 1900 lieferte er den Entwurf zu einer Statue „Jesus, der gute Hirte“ in Hütten, welche noch im selben Jahr zur Jahrhundertfeier aufgestellt wurde und heute noch den Ort ziert. 1902 zeichnete er einen Entwurf zu einem Berblinger-Brunnen auf der Adlerbastei in Ulm, welcher nicht ausgeführt wurde. Für seine Verdienste wurde Heyberger mit zwei Orden auszeichnet.
Heyberger heiratete zum ersten Mal Stuttgart 9. Mai 1871 Maria Stellner, welche am 26. Juni 1874 wohl an den Folgen der Geburt des dritten Kindes verstarb. In der zweiten Ehe (Ulm 6.5.1875) mit Amalie Hagel wurden sechs Kinder geboren, darunter als viertes der Sohn Gregor Werner Heyberger (1880–1914), Architekt in Bremen.
Heyberger verstarb in Ulm am 18. Februar 1905 nach langem Leiden mit 63 Jahren 10 Monaten und wurde in Heidelberg feuerbestattet.

## Schüler
- Robert Knorr (1865‒1957), Bildhauer und Provinzialrömischer Archäologe
- Martin Scheible (1873‒1954), Maler, Stein- und Holzbildhauer

## Veröffentlichungen
- Festzug zur Vollendung des Ulmer Münsters. Unter Beteiligung von J. Füsslen und W. Osiander. Ebener, Ulm 1880.
- Festzug zur Vollendung des Ulmer Münsters: 1377‒1890. Mit erklärendem Texte von W. Osiander. Ebner, Ulm 1890.
- Vorbilder zur würdigen Ausschmückung unserer Kirchen nach alten und neuen Entwürfen. Woerl, Würzburg 1891.
- ABC des romanischen und gotischen Baustils: ein Leitfaden zum Studium und Verständnis der romanischen und gotischen Bauordnung. Herder, Freiburg i. Br. 1891.
- Illustrationen zu Sebastian Sailer: Sebastian Sailers sämtliche Schriften in schwäbischem Dialekte. 4., neu durchgesehene Aufl., mit Wörterbuch und Einleitung von Konrad Dieterich Haßler. Ebner, Ulm 1893.